# 福元健太郎
福元 健太郎（ふくもと けんたろう、1972年4月7日 - ）は、日本の政治学者。東京大学大学院法学政治学研究科教授。博士（法学）（2007年）。専門は政治学方法論、議会研究。佐々木毅に師事した。

## 略歴
東京都出身。開成中学、開成高校を卒業し東京大学へ。中・高ではテニス部、大学では合気道部に所属。合気道二段。1995年、東京大学法学部政治コース卒業後、同大学法学部助手を経て
1998年4月より学習院大学専任講師。2000年より、学習院大学法学部政治学科助教授。2003年～2005年、ハーバード大学日米関係プログラム客員研究員としてアメリカに留学。2007年に教授に昇任。2024年4月より現職。

## 主張
福元は、日本の国会についてマイク・モチヅキが主張した「ヴィスコシティ（粘着性）」の議論がアメリカ議会のような変換型議会の視点に立ったもので、アリーナ型議会の視点が欠けていると批判した。また、増山幹高や川人貞史の唱える新制度論的主張に異を唱え、「制度が予測された機能を果たすわけではない」「制度の予期しない部分こそが政治の妙味」といった主張をしている。また多数派主義の増山とは国会観をめぐって論争を展開した。

## 著書
- 『日本の国会政治――全政府立法の分析』（東京大学出版会、2000年）
- 『立法の制度と過程』（木鐸社, 2007年）